# Rushworth

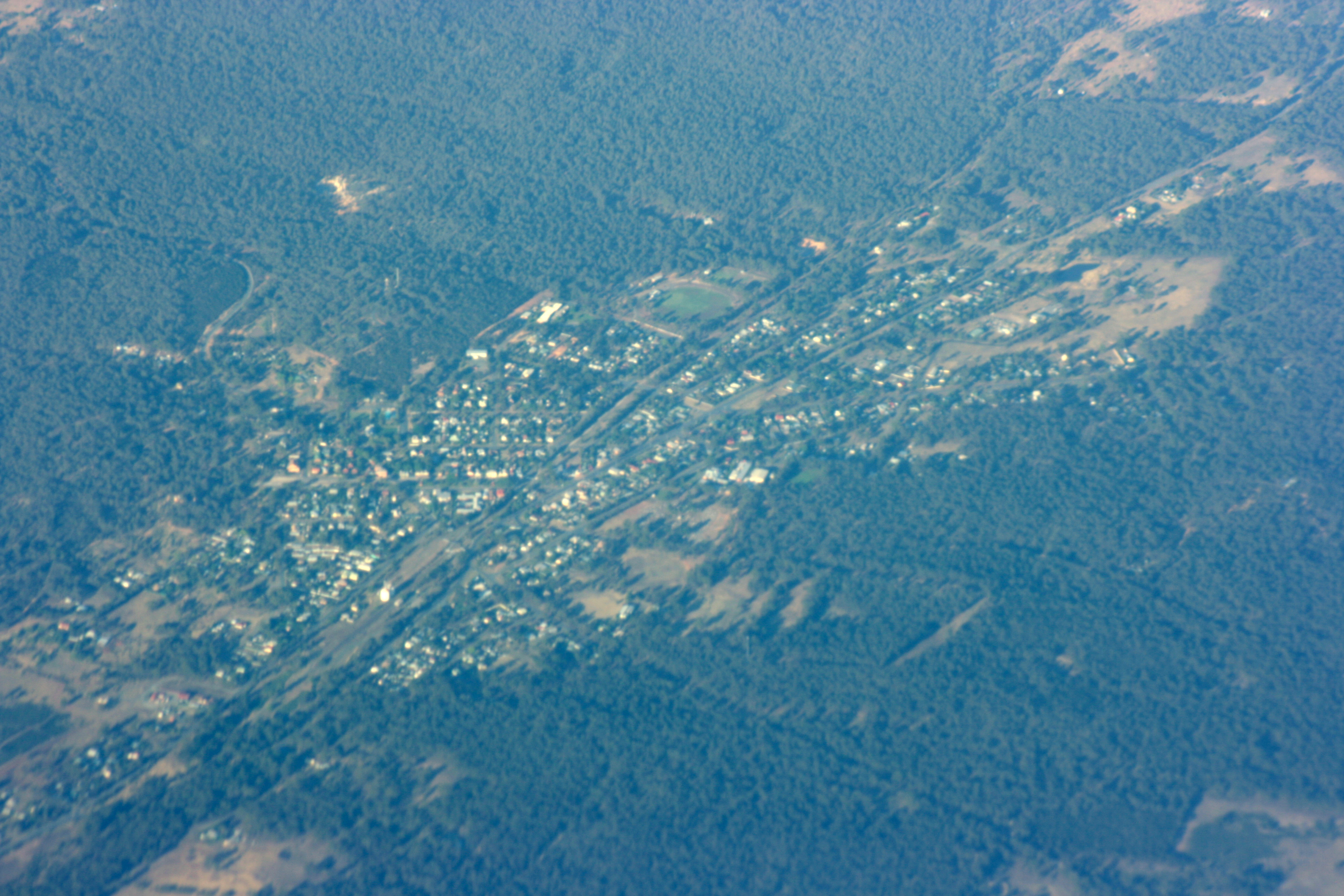

Rushworth é uma cidade em Vitória, Austrália. Está localizada a 157 quilômetros ao norte de Melbourne e, no Censo de 2021, tinha uma população de 4 193 habitantes.

## História
Rushworth foi fundada durante a corrida do ouro vitoriana em 1853. Foi nomeado pelo poeta e mais tarde comissário local de Goldfields, Richard Henry Horne, em 1854. Sua agência postal foi inaugurada em 16 de setembro de 1857.
As jazidas de ouro tornaram-se inviáveis devido ao lençol freático subterrâneo e foram fechadas durante a corrida do ouro.
O Tribunal de Magistrados de Rushworth foi encerrado em 1º de janeiro de 1990.